# Aurora Echagüe
Edigia Aurora Echagüe Alvarado (Santiago del Cile, 13 aprile 1939 – luglio 2024) è stata una cestista cilena.
Era sorella di Silvia Echagüe.

## Carriera
Con il Cile disputò i Giochi panamericani di San Paolo 1963 e i Campionati mondiali del 1964.